# Bitam
Bitam è una città del Gabon situata nella parte settentrionale del paese, capoluogo del dipartimento di Ntem. Essa sorge lungo la strada N2, vicino al confine con il Camerun e possiede una popolazione di 7.473 abitanti in base al censimento del 1993. Secondo i calcoli demografici la popolazione attuale dovrebbe ammontare a 13.421 unità. 
La comunità etnica più numerosa è quella fang e la lingua più diffusa è il ntoumou.
La città possiede un aeroporto (codice aeroportuale IATA: BMM) con pista d'atterraggio in terra battuta.